# Comusia obriumoides
Comusia obriumoides là một loài bọ cánh cứng trong họ Cerambycidae.